# Friderico-Francisceum-Gymnasium

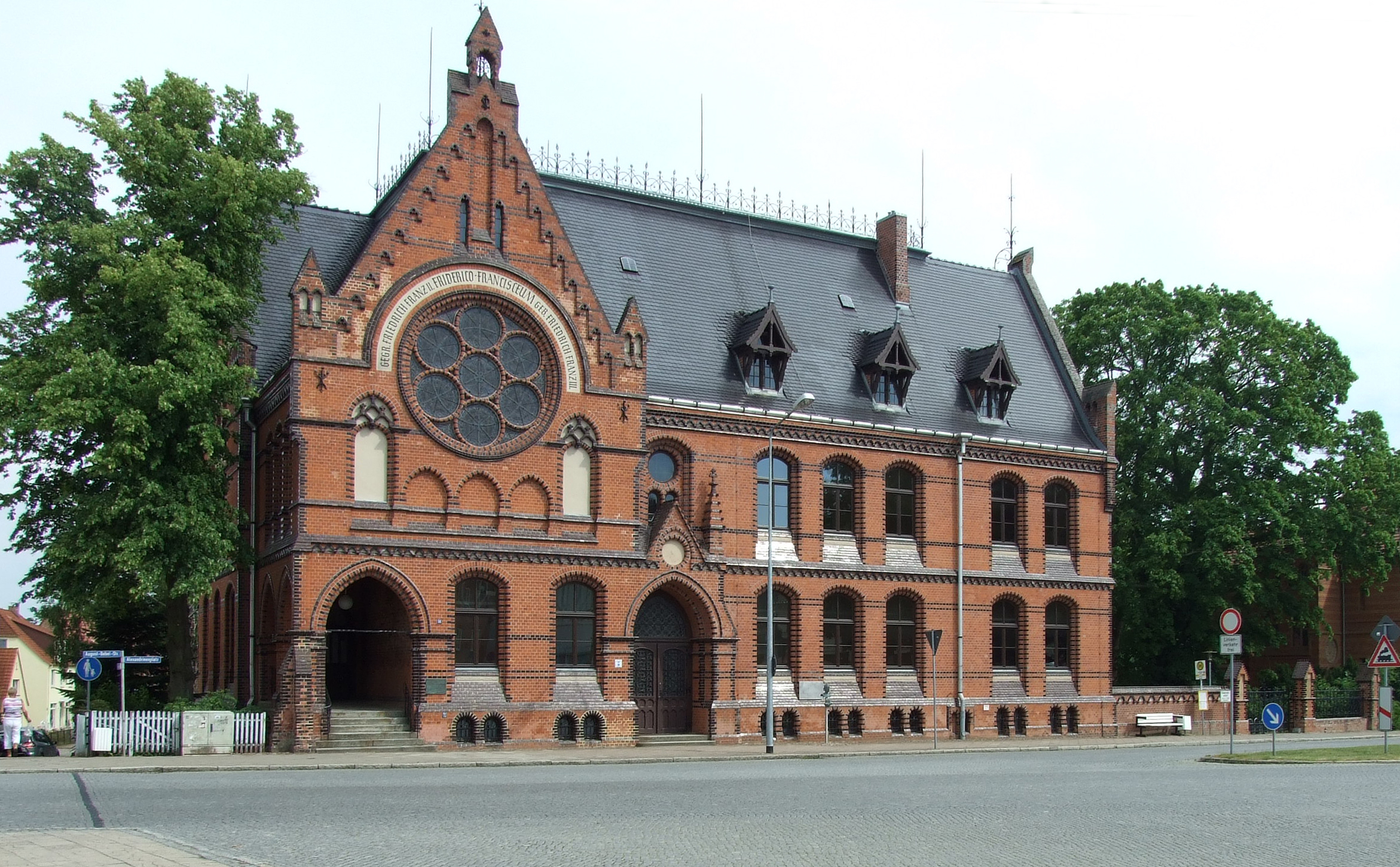
Het oude gebouw van het gymnasium

Het Friderico-Francisceum-Gymnasium is een gymnasium in de Duitse stad Bad Doberan.
Het gymnasium werd op 21 april 1879 door groothertog Frederik Frans II van Mecklenburg-Schwerin gesticht en werd, na zijn dood, door diens zoon (Frederik Frans III) naar hem vernoemd. Sinds 1889 was het gymnasium gevestigd in een gebouw van architect Gotthilf Ludwig Möckel. Dit gebouw maakt nog steeds deel uit van het inmiddels sterk gemoderniseerde en uitgebreide schoolcomplex. Tijdens de Eerste Wereldoorlog vonden zes leerkrachten en 111 leerlingen de dood. Tijdens de Tweede Wereldoorlog was ongeveer een derde van de leerkrachten lid van de NSDAP. Zeven leerkrachten en 165 leerlingen overleefden deze oorlog niet. Ten tijde van de DDR werd de school Goetheschool genoemd. Pas na de Duitse hereniging kreeg het gymnasium zijn oorspronkelijke naam terug.
Anno 2014 heeft de school ongeveer 800 leerlingen.
De Nederlandse prins-gemaal Claus van Amsberg doorliep hier de middelbare school.